# Grissjön, Småland
Grissjön är en sjö i Växjö kommun i Småland och ingår i Lagans huvudavrinningsområde. Sjön har en area på 0,341 kvadratkilometer och ligger 221,2 meter över havet. Sjön avvattnas av vattendraget Hamborgsån. Vid provfiske har abborre, gädda, mört och sik fångats i sjön.

## Delavrinningsområde
Grissjön ingår i det delavrinningsområde (633912-143067) som SMHI kallar för Utloppet av Lången. Medelhöjden är 232 meter över havet och ytan är 25,94 kvadratkilometer. Det finns inga avrinningsområden uppströms utan avrinningsområdet är högsta punkten. Hamborgsån som avvattnar avrinningsområdet har biflödesordning 4, vilket innebär att vattnet flödar genom totalt 4 vattendrag innan det når havet efter 234 kilometer. Avrinningsområdet består mestadels av skog (72 procent). Avrinningsområdet har 3,85 kvadratkilometer vattenytor vilket ger det en sjöprocent på 14,8 procent.